# 黎惠玲
黎惠玲（英語：Lai Wai Ling，1986年8月19日—），香港乒乓球智障運動員，外號「老虎仔」。多年來高踞國際智力殘疾人運動聯合會（Inas-Fid）女子乒乓球世界排名第一的選手。連續五屆（2000年-2004年）於香港傑出運動員選舉榮獲「香港傑出青少年運動員」獎項；並兩度當選「香港傑出運動員」。

## 簡歷
黎惠玲智商70，屬「輕度弱智」人士；母親同樣是智障人士。小時候就讀於才俊學校。她自小具有運動天份，1996年10月首次接觸乒乓球，12月便在城市邀請賽中贏得冠軍。其後入選香港代表隊，先在1997年的國際特殊奧運會獲得金牌，又在1998年贏得亞太區乒乓球錦標賽及世界乒乓球錦標賽冠軍。2002年開始，跟隨香港弱智人士體育協會旗下的教練崔小燕練習乒乓球。

### 大賽成績
2000年，代表香港參加在澳大利亞悉尼舉行的傷殘奧林匹克運動會，贏得一面金牌。
2003年，在墨西哥舉行的國際智障人士體育聯盟世界乒乓球錦標賽，連奪女單、女雙、女團三面金牌。
2004年，代表香港參加在希臘雅典舉行的傷殘奧林匹克運動會；最終，她以2胜1负的成绩贏得一面銀牌。
2007年，在日本舉行的國際智障人士體育聯盟世界乒乓球錦標賽，奪得女單、女雙、女團三面金牌。
2009年，代表香港參加在捷克勒布盧斯舉行的第二屆國際智障人士體育聯盟環球運動會，女子單打、女子雙打、女子團體第1名及混合雙打第2名。

### 其他
2005年11月，神舟六號載人航天飛行代表團訪港，黎惠玲代表香港運動健兒與兩名航天員費俊龍和聶海勝交流，並進行了三場乒乓球友誼賽。
2006年10月，香港首次成為亞運會火炬傳送的地點，黎惠玲是23名負責傳送火炬的本地運動員之一（第9棒）。

### 軼事
一段時間，教練發現黎惠玲前往訓練場時總是兩手空空，原來有好幾個同學幫她拿書包；教練為此斥責她，但她卻感覺很委屈。原來，黎惠玲球技出眾，多次在國內外比賽獲獎，因而深受同學及隊友愛戴，在學校有一大批崇拜者；有同學主動在上下課時為她拿書包，但這並非出於她的本意。

## 榮譽
- 香港特區政府嘉獎

行政長官社區服務獎狀（2005年）
- 香港傑出運動員選舉

「香港傑出青少年運動員」（2000年、2001年、2002年、2003年、2004年 - 共5次當選）
「香港傑出運動員」（2007年、2009年 - 共2次當選）
「ESPN STAR Sports香港青少年運動員獎學金」得主（2003年、2004年）
「香港最佳運動組合」 － 香港女子弱智乒乓球隊（2003年）

## 外部連結
- 香港弱智人士體育協會